# Nuria Quevedo
Nuria Quevedo Teixidó (Barcelona 1938) es una artista visual (pintora y artista gráfica), afiliada al Partido Comunista de España, que se trasladó con su familia a Berlín donde residió desde que tenía 15 años.
Su padre, José Quevedo Fernández, era aviador del Ejército republicano. En el año 1939 salió de España dirección a Francia, junto a su madre, pero pronto volvió de nuevo a Barcelona, donde permaneció hasta 1942, año en el que vuelve a reunirse toda la familia, esta vez en Berlín, donde su padre trabaja para los nazis. En el año 1945 madre e hija vuelven a Barcelona, y en el año 1952 vuelven a reunirse con el padre en Berlín Oriental, donde se instalarán definitivamente.
En Berlín Oriental estudia en la Escuela Superior de Artes Visuales y Aplicadas de Weißensee, con Werner Klemke, Arno Mohr y Klaus Wittkugel, pasando luego a ser alumna de la Academia Alemana de las Artes; y trabaja en una librería, propiedad de la familia.
Como pintora se convirtió en un referente del Arte en la República Democrática de Alemania, donde expuso junto con el Equipo Crónica.
Varias obras del artista han sido vendidas en subasta, incluyendo 'Teixidó Betrachtung des Fisches', vendido en Schmidt Art Auction 'Auction 42' en 2014.
Su obra se caracteriza por usar la figura humana para crear un lenguaje visual propio mediante el cual invita a una interpretación reflexiva. Una constante en su trabajo es el uso de la figura de Don Quijote, que pone de relieve la importancia de la literatura como fuente de inspiración de su obra, como muestra las ilustraciones y grabados inspirados en la novela 'Cassandra', de Christa Wolf.
En sus primeras obras se plasma la melancolía del sentimiento de desarraigo de los exiliados en sus ciudades de acogida, son ejemplos de ello sus obras: 'Els paisatges plujosos' y la sèrie 'Cap i mans'.
La propia Nuria Quevedo considera que sus primeros trabajos estuvieron muy influidos por Solana.
En el año 2006 expuso su obra por primera vez en Cataluña.
Además de pintora, Nuria Quevedo escribió un libro, junto a Mercedes Álvarez, en el año 2012, publicado por el Muséu del Pueblu d'Asturies, FMCE y UP,  Ayuntamientu de Xixón; titulado “Ilejanía. La cercanía de lo olvidado”.

## Reconocimientos
Nuria Quevedo fue galardonada con los Premio Goethe y Ernst Zinna, concedidos por el Ayuntamiento de Berlín Este.